# Gundemar
Gundemar, död 612, var kung i västgotiska riket från 610 till 612. 